# Türkiye İş Bankası
Türkiye İş Bankası lub İşbank – największy bank Turcji, założony 26 sierpnia 1924 roku jako bank narodowy przez samego Mustafę Kemala Atatürka. Od 1998 roku w pełni sprywatyzowany. Obecnie bank uniwersalny, oferujący usługi bankowości przedsiębiorstw, finansowania handlu i bankowości detalicznej; jest też zaangażowany w działalność inwestycyjną, ubezpieczeniową i leasingową. Spółka akcyjna notowana na giełdach w Stambule oraz Londynie. Głównym akcjonariuszem jest fundusz emerytalny İşbanku (39,95%),  28,09% akcji należy do Atatürka i jest w dyspozycji Republikańskiej Partii Ludowej, zaś 31,96% jest w wolnym obrocie.
Na koniec 2017 roku bank posiadał 438 388 milionów lir aktywów na poziomie skonsolidowanym (117 060 mln USD) przy współczynniku adekwatności kapitałowej (CAR) 15,2% i odnotował zysk netto 6 197 mln lir (1 655 mln USD). Operacje prowadził przy pomocy 1 342 oddziałów w kraju i 22 za granicą.

## Historia
Założony w 1924 roku w konsekwencji pierwszego kongresu ekonomicznego w Izmirze. Działalność bank zaczynał z dwoma placówkami i 37 pracownikami pod kierownictwem przyszłego prezydenta, Celâla Bayara. Bank był blisko związany z polityką gospodarczą młodej Republiki Tureckiej, zarówno za rządów Atatürka jak i po jego śmierci w 1938 roku.
W latach 90. udział rządu w akcjonariacie malał aż do 12,3%, a w końcu sprzedaży całości udziałów w 1998 roku.